# Colonia Plymouth
Colonia Plymouth (în engleză Plymouth Colony), uneori numită Noul Plymouth (în engleză New Plymouth) sau Colonia Golfului Plymouth (în engleză Plymouth Bay Colony), a fost o colonie britanică din America de Nord, care a existat între 1620 și 1691.
Prima așezare a Coloniei Plymouth a fost New Plymouth, un loc prielnic de fondare al unei localități, descoperit anterior și denumit de către căpitanul John Smith. Așezarea, care a servit drept capitală a coloniei, este astăzi modernul oraș Plymouth. În perioada sa cea mai înfloritoare, Colonia Plymouth se întindea în cea mai mare parte a sud-estului actualului stat Massachusetts.
Fondată de un grup de separatiști și de Anglicani, ulterior cunoscuți sub numele colectiv de Pilgrims (Pelegrinii în Statele Unite) sau Pilgrim Fathers (Părinții Pelegrini în Marea Britanie), Colonia Plymouth a fost, alături de colonia fondată în jurul orașului Jamestown, Virginia, de azi, una din primele colonii de succes care au fost înființate de englezi în America de Nord și prima așezare englezească permanentă din regiunea New England.
Fiind ajutați de Squanto, un nativ american din tribul Patuxet care locuise în Anglia mai mulți ani, colonia a fost în stare să încheie o înțelegere (mai exact, un tratat) cu Șeful Massasoit (Massasoit Sachem ori Ousamequin), șeful tribului Pokanoket și liderul unei confederații de triburi, lucru care a contribuit la existența și, mai apoi, la succesul coloniei. Colonia a avut un rol important în timpul războiului regelui Philip, unul din primele războaie cu indienii. În cele din urmă colonia a fost anexată de colonia Massachusetts Bay în 1691.